# Receptor de alerta radar

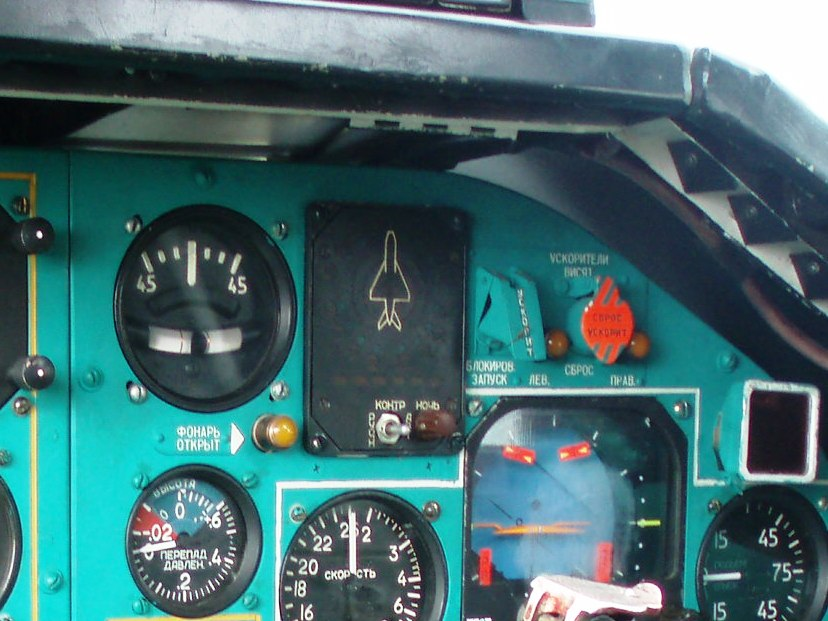
Indicador remoto SPO-15

Un receptor de alerta radar, o RWR por sus siglas en inglés (radar warning receiver), es un dispositivo que detecta las emisiones de radiofrecuencia de un sistema de radar. Su objetivo principal es emitir una advertencia cuando se detecta una señal de radar que podría suponer una amenaza (como el radar que guía un misil o un radar de detección de velocidad de tráfico). Esa alerta se puede usar, manualmente o automáticamente, para evadir la amenaza detectada. Los receptores de alerta radar pueden ser instalados en sistemas aéreos (como helicópteros o aviones de combate) o terrestres (como automóviles o bases militares). Este artículo se centra principalmente en los sistemas RWR aerotransportados militares, para los sistemas comerciales RWR de policía, véase detector de radar.